# Hipertiroxinemia
A hipertiroxinemia é uma doença da tiróide, na qual os níveis de tiroxina no soro são mais altos que o esperado.
O termo é por vezes usado para se referir ao hipertiroidismo, mas este é um termo mais geral.
Tipos incluem:
- hipertiroxinemia disalbuminémica familiar
- hipertiroxenemia eutireóidea familiar
- Síndrome de resistência à hormona da tiróide

A hipertiroxinemia disalbuminémica familiar e a resistência à hormona da tiróide podem provocar a secreção inadequada da tirotropina. A hiperemese gravídica também pode levar à hipertiroxinemia, embora com níveis de T3 normais.
Casos de hipertiroxenemia eutireóidea, em que os níveis de T4 (total ou livre) aumentam e os níveis de T3 diminuem, são comuns em casos de depressão.